# Constitución (subte de Buenos Aires)
La estación Constitución forma parte de la red de subterráneos de la Ciudad de Buenos Aires. Es la terminal sur de la actual línea C y hasta el 24 de abril de 1966, funcionó junto a ella, la estación homónima de la línea E, que sirvió como terminal del servicio hasta que una modificación de la traza llevó a que tuviese su cabecera en la estación Bolívar (Plaza de Mayo).
Constitución se encuentra debajo de la calle Lima en su intersección con la Avenida Brasil, en el barrio porteño de Constitución. En ella se puede hacer trasbordo con el Ferrocarril General Roca en su terminal también denominada Constitución.

## Historia

### Línea C
Una vez pasada la Gran Depresión se reflota la idea de construir nuevos subterráneos y el 30 de julio de 1930, por Ordenanza Municipal 4.070, se otorga una concesión a la Compañía Anónima de Proyectos y Construcciones de Madrid (CAPYC) para la construcción de una red de cuatro líneas: Constitución-Retiro (Línea 1); Constitución-Parque Chacabuco (Línea 2); Plaza de Mayo-Cid Campeador (Línea 3); y San Cristóbal-Belgrano (Línea 4). La Línea Constitución-Retiro funcionaría como vía troncal del proyecto, mientras que las otras líneas estarían orientadas hacia los barrios periféricos de la ciudad. Con algunas modificaciones estas líneas serían las posteriores “C”, “D” y “E” de la actual red de subterráneos de Buenos Aires.
El Presidente y mentor del proyecto fue Don Rafael Benjumea Burin, Conde de Guadalhorce. Con el objeto de llevar a cabo las obras concedidas a CAPYC se funda en Madrid la Compañía Hispano Argentina de Obras Públicas y Finanzas (CHADOPyF), subsidiaria de aquella. Una vez constituida la empresa se emitieron cédulas de construcción para que fueran compradas por los ciudadanos y así generar los recursos necesarios para la construcción de las líneas.
El 19 de septiembre de 1932, frente a la imponente terminal ferroviaria de Plaza Constitución, comenzaron las obras de la CHADOPyF. Allí estarían las estaciones adyacentes de las Líneas 1 y 2 de su red. Simultáneamente se iniciaban obras en las plazas Independencia y Moreno (luego desaparecidas bajo la traza de la Av. 9 de Julio), a cargo de la constructora Inca, sustituida más tarde por la alemana Siemens Bauunion. Cabe destacar que la Avenida 9 de Julio aún no existía.
El 23 de febrero de 1933 frente a la excavación practicada a cielo abierto en Plaza Constitución, se realiza la ceremonia oficial de comienzo de las obras. La estación Constitución del nuevo subterráneo estaba proyectada con tres andenes centrales de ocho metros de ancho y dos laterales de cuatro, comunicados en su extremo sur con una generosa plataforma que nunca fue habilitada en su totalidad.
Las dos primeras vías estaban destinadas a la línea Constitución - Retiro, mientras que las dos restantes, en dirección oeste, permitirían la circulación de trenes hacia el Parque Chacabuco.
El total de la superficie excavada fue cubierta con vigas de hierro y columnas armadas a intervalos de dos metros. La estación a su vez, fue cubierta con una losa de hormigón armado, que quedó a poca distancia de la superficie.
El 9 de noviembre de 1934 se produce el viaje inaugural de Línea desde la estación subterránea de Constitución, donde fue colocada una placa de mármol con letras de bronce, recordando la jornada. Este primer tramo librado al servicio público comprendía el trayecto Plaza Constitución–Diagonal Norte. El 6 de febrero de 1936, se inauguraba el segundo tramo hasta la estación Retiro.

### Línea E
Si bien los trabajos de las líneas 1 y 2 (Constitución - Parque Chacabuco) habían comenzado simultáneamente, para 1934 las obras de la línea 2 habían prosperado muy poco: sólo se había construido un túnel de 190 metros de longitud que a partir de su terminal de Plaza Constitución se extendía por debajo de la calle Pavón. Finalmente las obras no pasaron de allí y el espacio y las vías de dicha terminal fueron destinados a taller provisorio para la red de la CHADOPyF, y el túnel hacia Pavón quedó destinado a cochera.
El 28 de diciembre de 1937 se autoriza la modificación del tramo Constitución – Pichincha, reemplazando las curvas muy cerradas por una sola curva de 230 metros de radio bajo varias manzanas, pasando directamente de la Plaza Constitución a la estación San José con un par de túneles individuales que se entrecruzarían a distinto nivel.
En 1938 se reanudaron las obras y para 1940 el túnel ya alcanzaba las cercanías de la estación Boedo. Si bien la Municipalidad autorizó la inauguración del tramo ya construido, un litigio entre la CHADOPyF, la Corporación de Transportes de Buenos Aires y las empresas constructoras y proveedoras, derivó en la negativa de estas últimas a entregar las obras, impidiendo la inauguración del servicio. Recién el 20 de junio de 1944, por medio de un decreto del Poder Ejecutivo Nacional se consigue la inauguración del primer tramo de la Línea E, entre Plaza Constitución y la estación General Urquiza. La estación Constitución de la Línea E se habilita en forma precaria.
En marzo de 1955, la Comisión de Subterráneos de la Empresa Nacional de Transportes de Buenos Aires (TBA) formula un plan de terminación de las líneas iniciadas y de nuevas líneas. Como la Línea E no llegaba a la zona céntrica y su tráfico era exiguo, el plan modificaba su trazado, proponiendo que corriera desde Plaza de Mayo hasta la Plaza de los Virreyes (Bajo Flores), lugar donde arrancaría la autopista al Aeropuerto de Ezeiza. En 1957 se inician las obras de la primera etapa de expansión de la Línea E, correspondientes a la variante “San José - Plaza de Mayo”, mientras que en su extremo oeste se reiniciaban los trabajos para finalizar la estación Boedo que desde fines de 1944 operaba como apeadero provisorio.
En 1960 se inaugura la estación Boedo, propiamente dicha, mientras que el 24 de abril de 1966, la Línea E comienza a funcionar entre las estaciones Avenida La Plata y Bolívar, utilizando al efecto dos nuevos tramos de túnel: uno se extendía desde San José (nueva) hasta la Terminal Bolívar, más una pequeña prolongación de unos 250 metros (bajo la Plaza de Mayo). El otro tramo corría entre Boedo y Avenida La Plata, en el extremo oeste de la línea. El nuevo trazado fue inaugurado por el presidente Arturo Illia. Con respecto al antiguo trazado (San José – Constitución) una de sus vías se siguió utilizando como enlace con el resto de la red, la otra vía pasó a servir como cochera y la estación San José (vieja) quedó abandonada, aunque más tarde funcionaría como taller.

### Línea F
Se encuentra planeada la construcción de una estación para lo que será la Línea F. En el año 2006, Subterráneos de Buenos Aires evaluó utilizar el antiguo sector perteneciente a la línea E, incluyendo a la estación San José Vieja.
 Sin embargo, se optó en cambio por la construcción de un nuevo túnel bajo la Avenida Juan de Garay.

## Decoración
Los interiores de Constitución, al igual que los de la terminal Retiro, se diseñaron con estilo art déco, de moda en esa época, luciendo placas de travertino en sus muros y mármol negro revistiendo las columnas octogonales. La estación original también lucía pisos con baldosas de granito, carteles de chapa calada con iluminación interior y clásicos relojes de aguja ferroviarios.
Luego de numerosas remodelaciones y cambios de señalética, actualmente la estación luce la cartelería instalada por la empresa concesionaria Metrovías entre los años 1997 y 1998, con las características bandas del color que identifican a la línea, pisos nuevos y numerosos puestos comerciales que no estaban originalmente. Además, el sistema de iluminación original fue desmantelado y reemplazado por uno nuevo, que mantiene a los andenes más oscuros de lo que eran originalmente. También los accesos a la estación fueron ampliados numerosas veces, registrándose la última remodelación en el año 2005, cuando se modificó la conexión con el hall de la terminal ferroviaria, creando un pasaje mucho más amplio que el original.
Cuenta con tres reproducciones hechas en 1999 del artista Florencio Molina Campos en mayólica, tituladas: Pa nuevos Horizontes, Beyaquiando juerte y Ej de laj once y sais.

## Hitos urbanos
Se encuentran en las cercanías de esta:
- Plazas: de la Constitución, Provincia de Buenos Aires, Casa Cuna y Juan de Garay
- Hospital Pedro de Elizalde
- Destacamento Constitución de la Policía Metropolitana de Buenos Aires
- Comisaría N.°16 de la Policía Federal Argentina
- Centro de Atención Primaria (CeSAC) N.°22
- Hospital de Rehabilitación Respiratoria M. Ferrer
- Hospital Tobar García
- Escuela Infantil N.°6/5 Rosario Vera Peñaloza
- Escuela Hospitalaria N.º 3 Dr. Pedro de Elizalde
- Escuela Técnica N.º 4 República del Líbano
- Centro de Formación Profesional N.°19
- Jardín de Infantes N.º1/5 Walt Disney
- Escuela Primaria Común N.º 6 Tomas Guido
- Escuela Primaria Común N.º 7 Juan de Garay
- Universidad Nacional de las Artes (UNA): sede Piedras
- Estación Constitución

## Imágenes

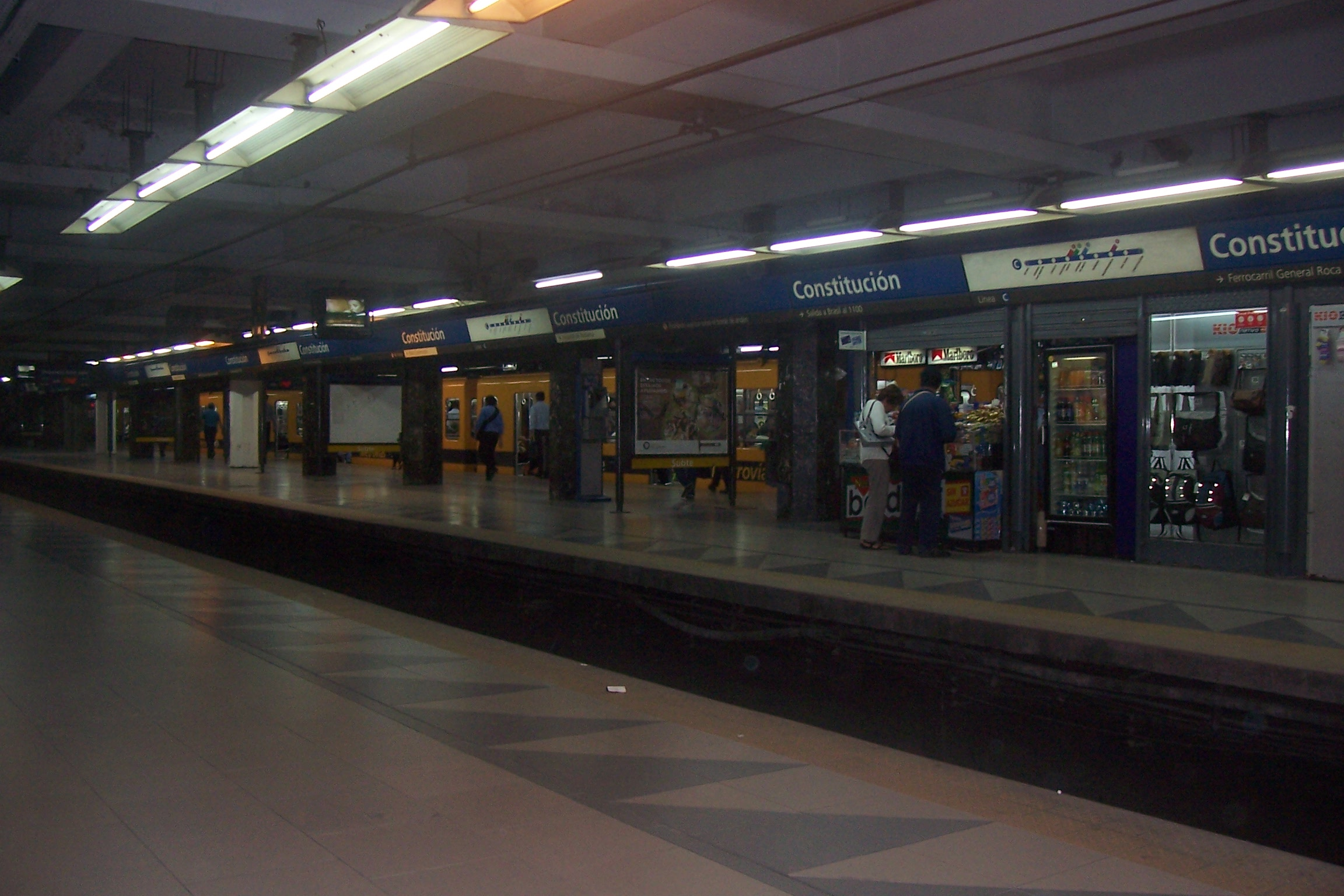
Vista de uno de los andenes laterales
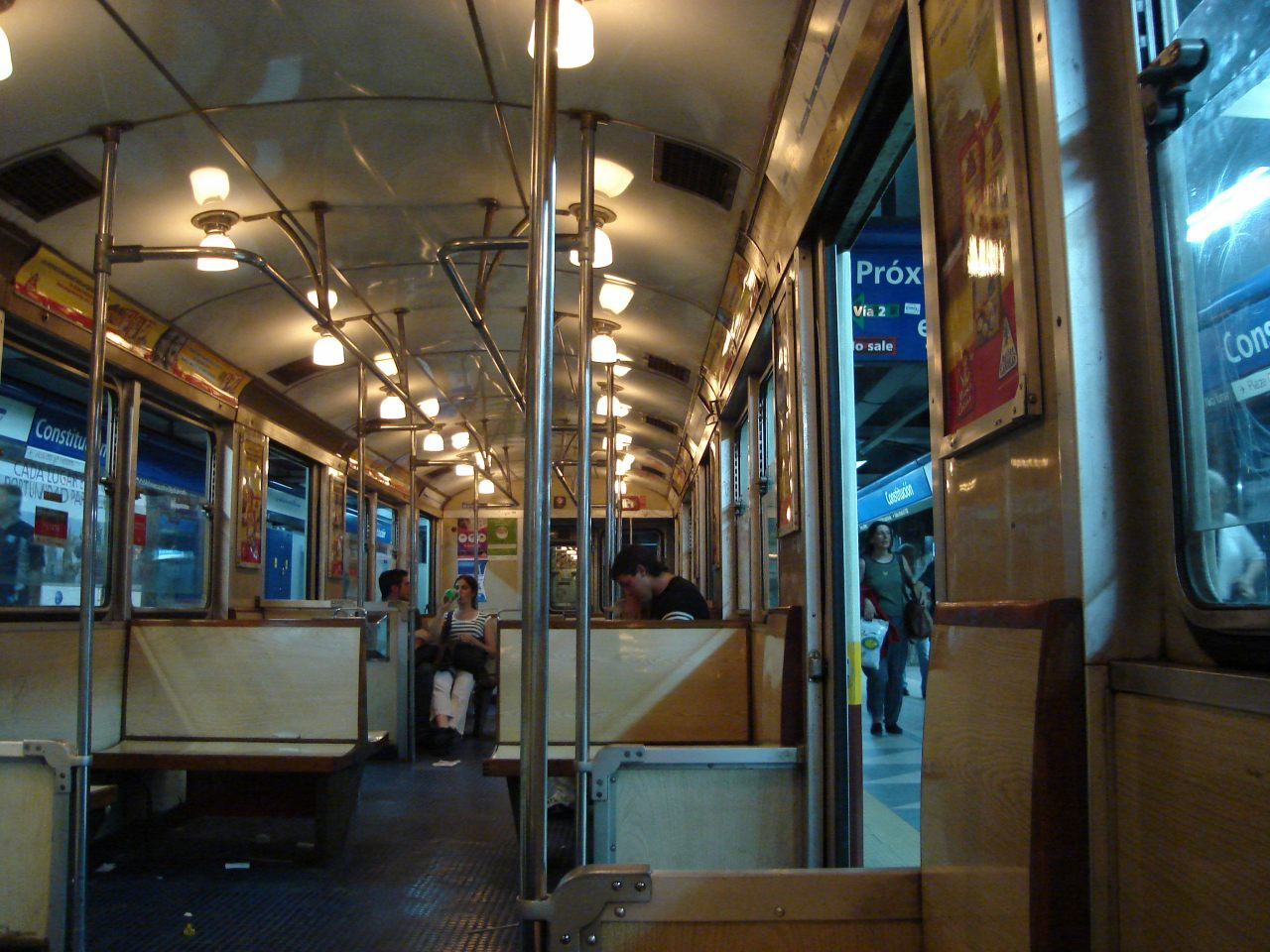
Formación Siemens O&K detenida en Constitución
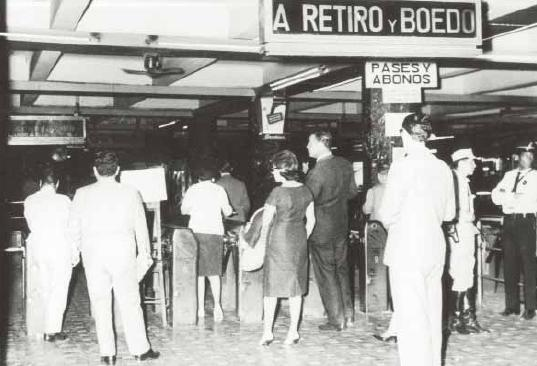
Señalética indicando Retiro y Boedo como destinos en tiempos en que la línea C compartía terminal con la E
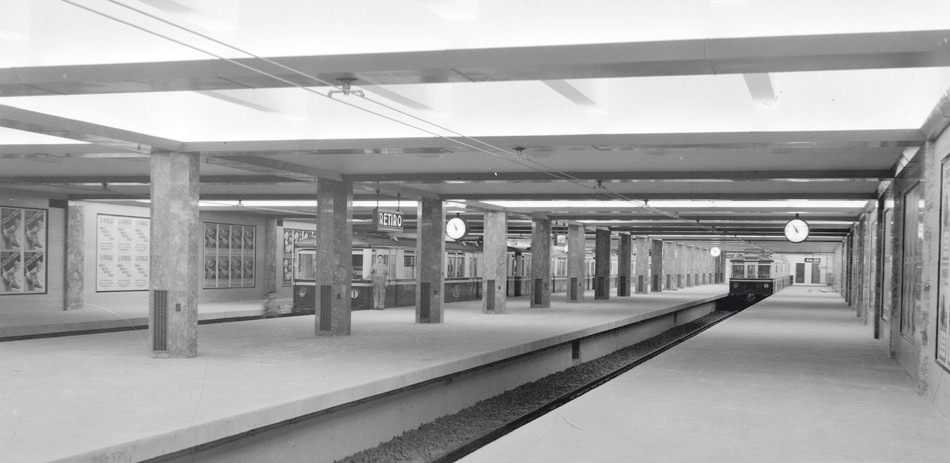
Vista de la Estación Retiro a comienzos de los años 1940. La estación Constitución tiene características originales idénticas
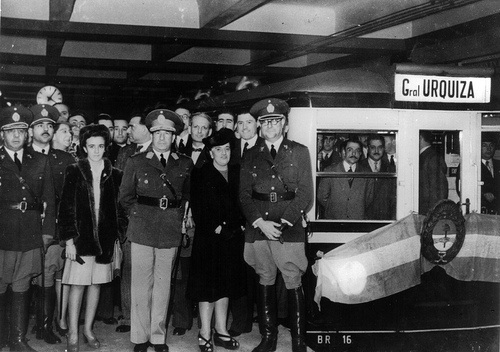
Inauguración de la línea E en Constitución, el 20 de junio de 1944